# 550 Senta
550 Senta је астероид главног астероидног појаса. Приближан пречник астероида је 37,75 km,
а средња удаљеност астероида од Сунца износи 2,590 астрономских јединица (АЈ).
Инклинација (нагиб) орбите у односу на раван еклиптике је 10,113 степени, а орбитални период износи 1522,470 дана (4,168 године). Ексцентрицитет орбите астероида износи 0,220.
Апсолутна магнитуда астероида износи 9,37 а геометријски албедо 0,221.
Астероид је откривен 16. новембра 1904. године.